# Time Will Reveal
Time Will Reveal – piąty studyjny album amerykańskiej grupy hip-hopowej Above the Law. Został wydany w 1996 roku.

## Lista utworów
1. „Intro” – 1:44
2. „Encore” – 5:01
3. „Evil That Men Do – 5:06
4. „Table Dance (Skit)” – 1:37
5. „Gorillapimpin'” (featuring Enuff & Kokane) – 5:31
6. „1996” – 4:37
7. „Killaz In The Park” (featuring MC Ren) – 5:44
8. „100 Spokes” – 3:59
9. „Clinic 200” (featuring Daddy Cool & Enuff) – 4:52
10. „My World” – 4:54
11. „Endonesia” – 5:08
12. „Shout 2 the True” – 4:30
13. „Playaz & Gangstas” – 4:37
14. „City of Angels (Remix)” (featuring Frost) – 4:59
15. „Apocalypse Now” – 4:09